# Crismonita Dwi Putri
Crismonita Dwi Putri (* 23. April 1998 in Lumajang) ist eine ehemalige indonesische Radsportlerin.

## Sportlicher Werdegang
In der Grundschule begann Crismonita Dwi Putri mit dem Fahrradfahren und bestritt BMX-Rennen. Zunächst wurde sie von ihrem Vater zum Training gedrängt, entwickelte dann aber von sich aus Interesse am Radrennsport und Ehrgeiz.
Seit 2017 fährt Dwi Putri Rennen auf der Bahn. 2018 wurde sie bei den Asienmeisterschaften Neunte im Sprint. Im selben Jahr belegte sie bei den Asienspielen jeweils Platz sieben in Sprint und Keirin sowie mit Elga Kharisma Novanda Platz fünf im Teamsprint. Bei den Asienmeisterschaften 2019 wurde sie Vierte im Teamsprint, jeweils Siebte in Sprint und Keirin; im 500-Meter-Zeitfahren errang sie die Bronzemedaille. In derselben Disziplin wurde sie 2019 indonesische Meisterin. Ebenfalls 2019 nahm Dwi Putri an einem dreimonatigen Lehrgang am World Cycling Centre des Weltradsportverbandes UCI im schweizerischen Aigle teil. Beim South East Asien GP gewann sie Sprint und Keirin.
In der Saison 2019/20 belegte Crismonita Dwi Putri bei den asiatischen Bahnmeisterschaften (die wegen der bevorstehenden Olympischen Spiele in Tokio schon im Oktober ausgetragen wurden) erneut vordere Plätze in den Disziplinen Sprint, Keirin, Zeitfahren und Teamsprint. In der Folge startete sie bei Läufen des Bahnrad-Weltcups 2019/20, um sich für die Spiele in Tokio zu qualifizieren. Ihre beste Platzierung war Platz vier im Keirin beim Lauf in Cambridge; in der Gesamtwertung belegte sie Rang zwölf. Sie verpasste eine bessere Platzierung, da sie beim letzten Lauf des Weltcups in Milton einen Sturz verursachte und disqualifiziert wurde. 2021 wurde sie indonesische Meisterin im Straßenrennen.

## Erfolge

### Bahn
2019
- Asienmeisterschaft – 500-Meter-Zeitfahren
- Indonesische Meisterin – 500-Meter-Zeitfahren

### Straße
2021
- Indonesische Meisterin – Straßenrennen